# 산타엘레나주

산타엘레나 주의 위치

산타엘레나주(스페인어: Provincia de Santa Elena)는 에콰도르 서부에 위치한 주로 주도는 산타엘레나이며 면적은 3,690.17km2, 인구는 308,693명(2010년 기준), 인구 밀도는 84명/km2이다. 2007년 11월 7일에 신설되었으며 3개 지방 자치체를 관할한다. 남쪽과 서쪽으로는 태평양, 북쪽으로는 마나비 주, 동쪽으로는 과야스 주와 접한다.

## 같이 보기
- 에콰도르의 주